# المسيحية في أنغولا

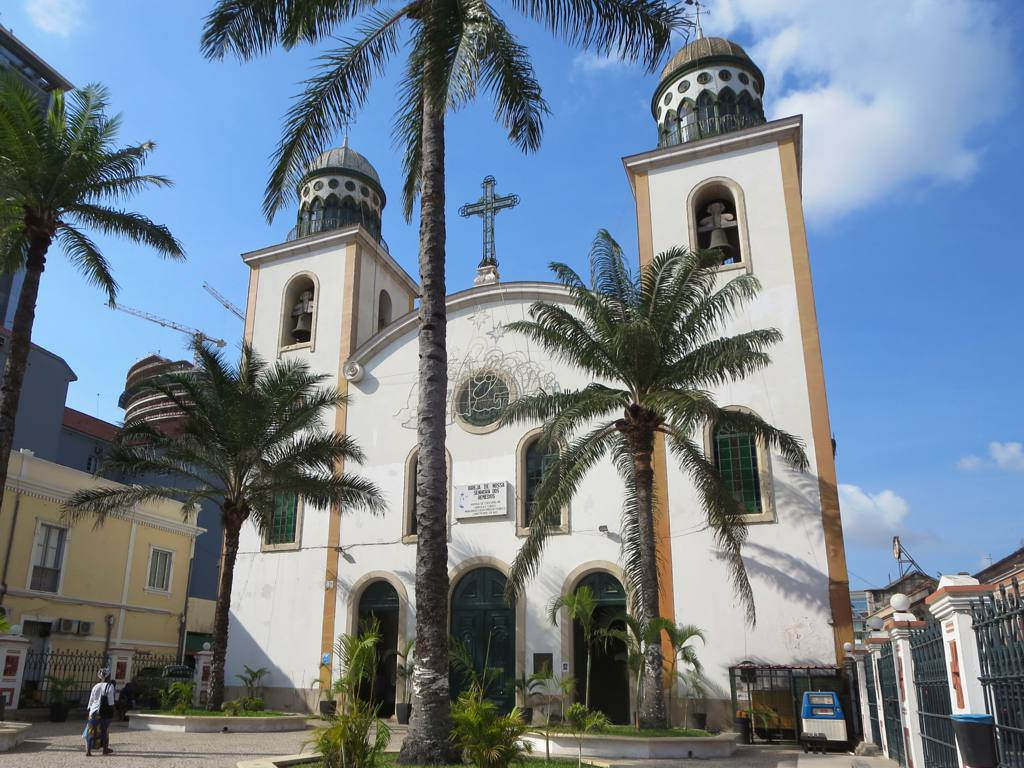
كاتدرائية المخلص الكاثوليكية في العاصمة لواندا.

المسيحية في أنغولا هي الديانة السائدة، وقد وصلت البلاد لأول مرة منذ عام 1491، من خلال بعثة كاثوليكية في منطقة ساو سلفادور والتي تقع حالياً في مقاطعة زائير. وتحوَّل جواو الأول مانيكونغو من مملكة الكونغو القوية، إلى المسيحية، وأصبح ابنه أفونسو الأول، وهو مسيحي أيضًا، شخصية معروفة جيدًا في التاريخ الأنغولي، حيث حكم مملكة الكونغو من عام 1509 إلى عام 1543. وتعكس الثقافة الأنغولية قروناً من الحكم البرتغالي، من خلال هيمنة اللغة البرتغالية والكنيسة الرومانية الكاثوليكية.
وفقاً لتقديرات رابطة محفوظات بيانات الدين عام 2015 ينتمي أكثر من 91.4% من سكان أنغولا إلى شكل من أشكال المسيحية؛ وتشير تقديرات رابطة محفوظات بيانات الدين إلى أن حوالي نصف السكان يتبعون الكنيسة الرومانية الكاثوليكية في حين أنَّ ربع السكان يتبعون الكنائس البروتستانتية في حين يتبع 13.6% كنائس مسيحية أخرى. وفقًا لتقديرات مركز بيو للأبحاث، تتصدر الكاثوليكية كبرى الطوائف المسيحية في البلاد بنسبة 45.3% من السكان، في حين أن 44.2% من السكان هم من البروتستانت والغالبيَّة تتبع الكنيسة المعمدانية، بينما يعتنق 4.2% من السكان معتقدات محلية.
يعود الوجود الكاثوليكي في البلاد إلى إرث الإستعمار البرتغالي وما تلاها من قدوم للبعثات الكاثوليكية المختلفة للتبشير بين السكان. كان المبشرون الأجانب نشيطين جدًا قبل الاستقلال عام 1975، وعلى الرغم من بداية الصراع المناهض للإستعمار في عام 1961، طردت السلطات الإستعمارية البرتغالية سلسلة من المبشرين البروتستانت وأغلقت المؤسسات البروتستانتية استنادًا إلى الاعتقاد بأن المبشرين البروتستانت كانوا يحرضون على المشاعر المؤيدة للإستقلال. واستطاع المبشرون من العودة إلى البلاد منذ أوائل عقد 1990، وعلى الرغم من أن الظروف الأمنيَّة بسبب الحرب الأهلية منعتهم حتى عام 2002 من استعادة العديد من مواقعهم الداخلية السابقة. وغالباً ما تحتفظ الكنيسة الكاثوليكية وبعض الطوائف البروتستانتية الرئيسية بنفسها على النقيض من «الكنائس الجديدة» التي تبشّر بنشاط. وتقوم الكنيسة الرومانية الكاثوليكية، وكذلك بعض الطوائف البروتستانتية الرئيسية بمساعدة الفقراء من خلال الرعاية الطبية والتعليم.

## تاريخ

### الحقبة الاستعمارية

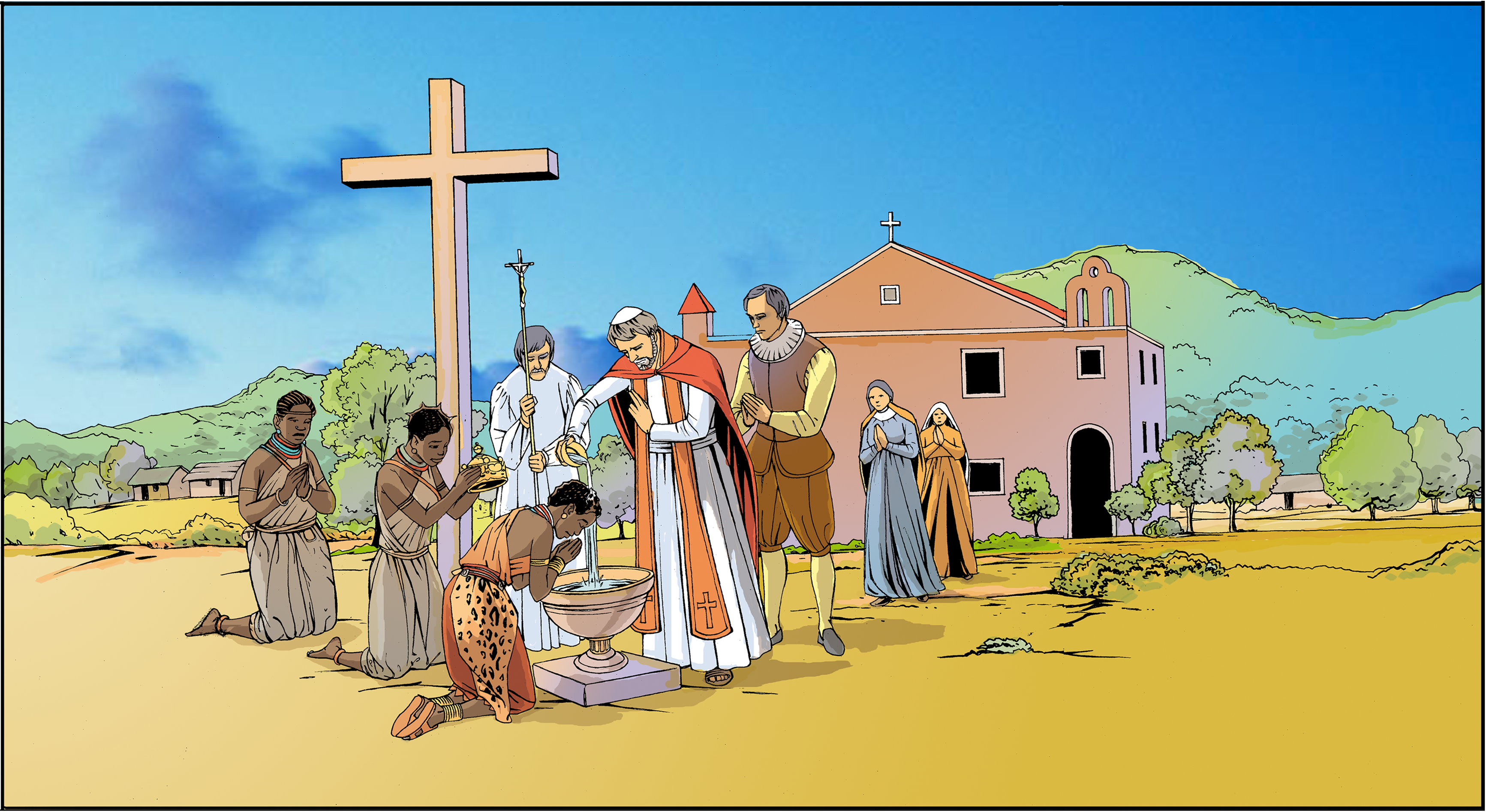
في عام 1622 تحولت الملكة آنا دي سوزا إلى الديانة المسيحية الكاثوليكية.

بدأ الوجود المسيحي في أنغولا عام 1491 مع وصول البعثة الكاثوليكية البرتغالية إلى منطقة ساو سلفادور. مرت المسيحية في أنغولا مرحلة مهمة مع توحل الملك جواو الأول إلى المسيحية ما تبعه تحول مملكة الكونغو إلى المسيحية، وأصبح ابنه أفونسو الأول أيضًا مسيحياً وشخصية معروفة، وحكم البلاد بين عام 1509 حتى عام 1543. أدَّى تحول أفونسو للمسيحية إلى حملة تحديث واسعة في البلاد وكانت من نتائجها تحول سكان المملكة إلى المسيحية وقام بإعلان المذهب الكاثوليكي دين الدولة الرسمي في مملكة الكونغو، وتولى اليسوعيين مهمة تعليم الشباب من السكان المحليين في المملكة على محمل الجد، وفي 1624 أقام اليسوعيين مدارس للتعليم المسيحي. وعمل الملك أفونسو الأول لإنشاء نسخة قابلة للحياة للكنيسة الرومانية الكاثوليكية في كونجو، وابتكر أيضاً نسخة متزامنة من المسيحية التي ظلَّت جزءًا من ثقافة المنطقة. وفي عام 1622 تحولت آنا دي سوزا ملكة مملكتي ندونغو وماتامبا إلى الديانة المسيحية الكاثوليكية، بعدما تأثرَّت بالليتورجيا المسيحية، وتلقت المعمودية في لواندا.
في عام 1878 وصل البلاد أوائل المبشرين البروتستانت، وكانوا من المعمدانيين البريطانيين. في عام 1897 تم تأسيس البعثة الإنجيلية في كابيندا. انتشرت بعثات الكنيسة الأبرشانية أساساً بين شعوب الأوفيمبوندو القاطنة في المرتفعات الوسطى والمنطقة الساحلية غرباً، أمَّا الكنيسة الميثودية فتركزت على مناطق الكيمبوندو الممتدة من لواندا إلى مالانج، في حين انتشرت الكنيسة المعمدانية حصراً وتقريباً بين شعب الباكونغو. لعب التفسير الحرفي للتوراة عند مسيحيين أنغولا دوراً هامّاً في تثبيت ختان الذكور في هذا البلد.

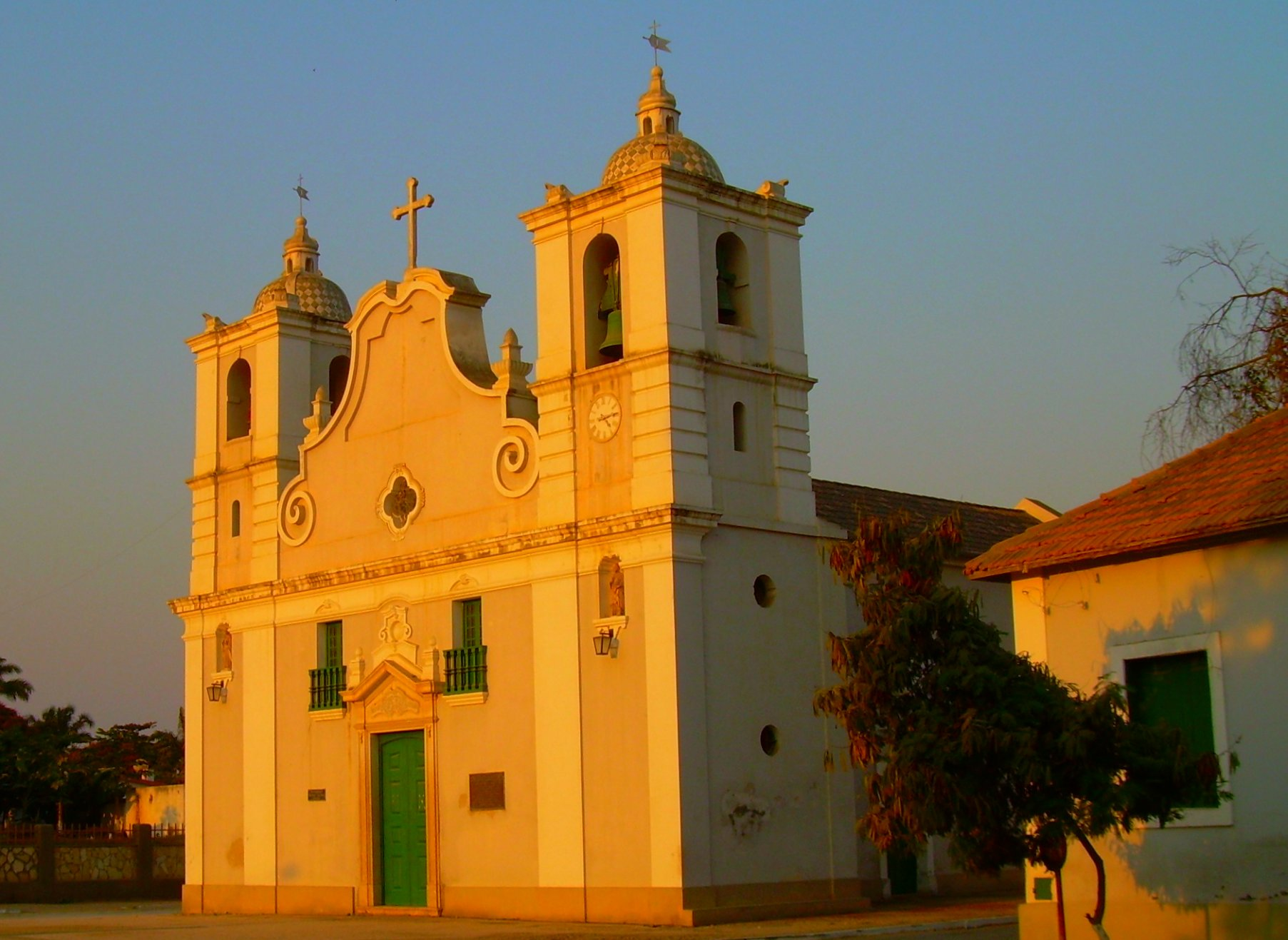
الكنيسة البرتغالية كاثوليكية القديمة في بنغيلا.

خلال الحقبة الإستعمارية لم تكن هناك حرية الدين، وكان لا بد إجباريَا على جميع المستوطنين البرتغاليين الانتماء إلى الإيمان الروماني الكاثوليكي وعلى دفع الضرائب للكنيسة. وعلى الرغم من أن معظم البعثات الرومانية الكاثوليكية كانت تضم موظفين غير برتغاليين خلال الحقبة الإستعمارية، إلا أنَّ القوانين والإتفاقات ذات الصلة نصَّت على أنه لا يمكن قبول المبشرين الأجانب إلا بموافقة الحكومة البرتغالية والكرسي الرسولي بشرط أن يتم دمجهم مع المبشرين البرتغاليين. وطُلب من المبشرين الرومان الكاثوليك الأجانب التخلي عن قوانين بلدهم، والتقييد بالقانون البرتغالي، وتقديم إثبات على قدرتهم على التحدث والكتابة باللغة البرتغاليَّة بشكل صحيح. وتم وضع النشاط التبشيري تحت سلطة الكهنة البرتغاليين. كل هذا يتفق مع القانون الإستعماري لعام 1930، والذي قدم وجهة النظر القائلة بأن البعثات الكاثوليكية البرتغالية في الخارج «أدوات للحضارة والنفوذ الوطني». في عام 1940 تم الإعلان عن تعليم الأفارقة كمسؤولية حصرية للمبشرين. وكانت جميع أنشطة الكنيسة، بما في ذلك التعليم، مدعومة من قبل الدولة. في الواقع، سُمح للبعثات البروتستانتية خلال الفترة الإستعماريَّة بالانخراط في نشاط تعليمي، ولكن بدون دعم وشرط أن تكون اللغة البرتغالية هي لغة التدريس. ولم يكن المبشرين البروتستانت مجرد مبشرين، بل كانوا أيضًا معلمين ومعالجين ومستشارين، وعمل المبشرين البروتستانت في تعلم اللغات المحلية، كجزء منها للتواصل بشكل أفضل مع السكان المحليين، ومن أجل ترجمة العهد القديم والعهد الجديد إلى اللغات المحليَّة. وكان المبشرين البروتستانت أكثر احتمالاً بكثير من الإداريين والمستوطنين لمعرفة اللغات المحليَّة. بالمقابل لم يُشدد المبشرون الكاثوليك بالعمل على ترجمة الكتاب المقدس، ولم يقوموا، مع بعض الإستثناءات، بتعلم لغة البانتو. ونشطت الكنائس البروتستانتية في المشاركة بالنشاط الطبي والأنشطة الرعاية الاجتماعية الأخرى.

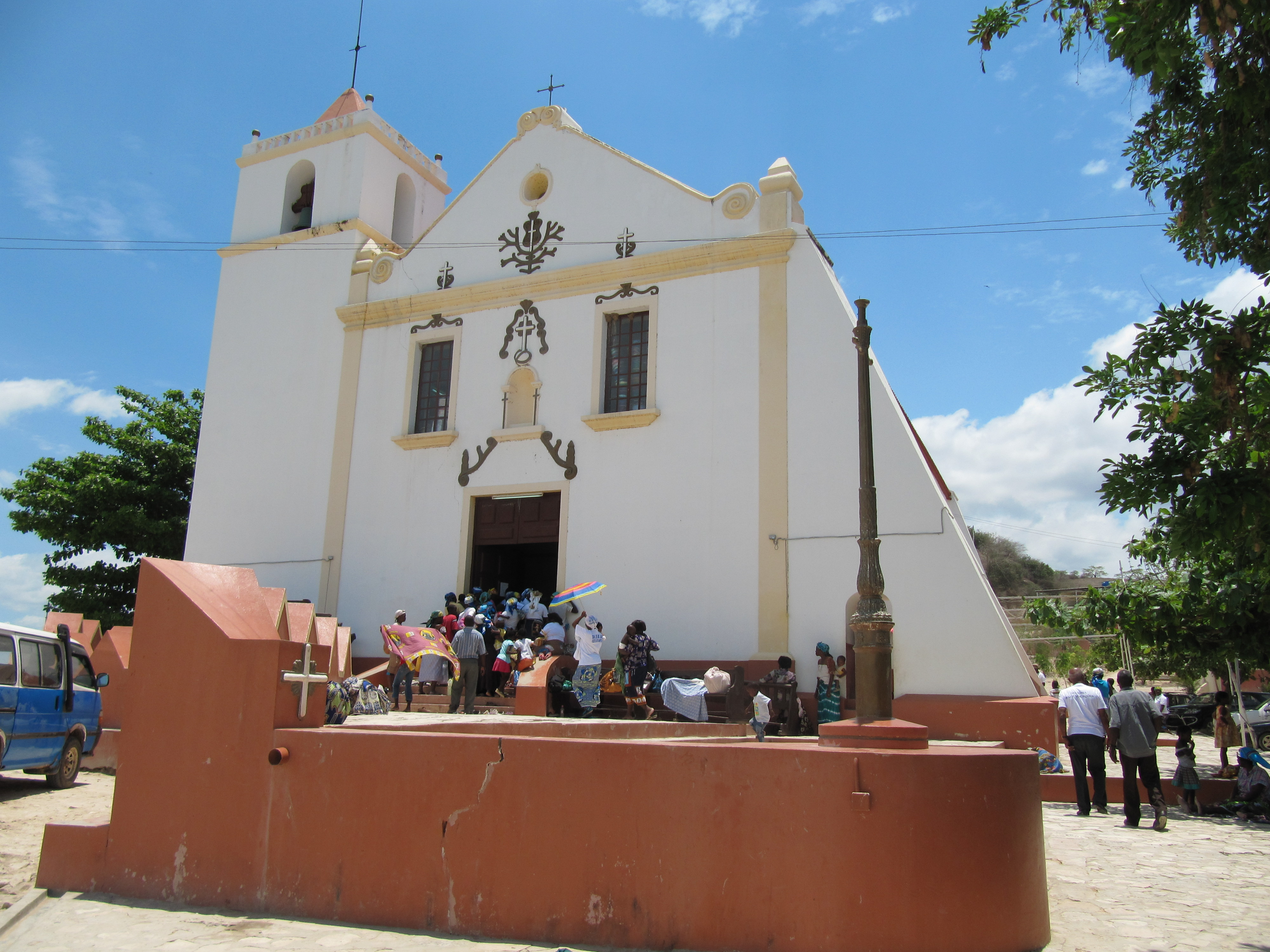
كنيسة موشيما في مقاطعة بنغو؛ وهي من من مواقع الحج الكاثوليكيَّة في البلاد.

في عام 1960، كان لدى مستعمرة أنغولا البرتغالية حوالي 172,000 مستوطن برتغالي، والذين ساهموا بشكل كبير في اقتصادها. جاء معظمهم من خلفيات زراعية ريفية في البرتغال ممن رأوا الانخراط في التجارة في أنغولا كأحد الوسائل القليلة للحراك الاجتماعي الصاعد المتاحة لهم. وكان غالبيتهم على مذهب الكنيسة الرومانية الكاثوليكية إلى جانب بعض الكاثوليك من أصول يهودية (كاثوليك عبرانيون)، وكانت أغلب المناصب الكنسية العليا بأيدي السكان ذوي الأصول البرتغالية. عندما بدأت حرب حرب الاستقلال الأنغولية في عام 1961، كان هناك تدفق في أعداد الأفراد العسكريين البرتغاليين، وكذلك الموظفين المدنيين وغيرهم من الأشخاص. ونتيجة لذلك، ارتفع عدد البرتغاليين الذين يعيشون في أنغولا إلى حوالي 350,000، وتراوحت نسبة المجتمعات الأوروبية في مدن أنغولا البرتغالية بين 50% إلى 60%. وكان يمكن أن يكون هذا العدد أعلى، لو لم يترك جزء كبير من المستوطنين البرتغاليين والأوروبيين عموماً إلى دول أخرى، خاصةً ناميبيا والبرازيل وجنوب أفريقيا والولايات المتحدة. في حين أن معظم البرتغاليين الذين عاشوا في ذلك الوقت في أنغولا انحازوا إلى جهود البرتغال لقمع الثورة المناهضة للاستعمار، إلا أن أقلية تعاطفت مع الحركات القومية، وانضم إليها قلة منهم في معركتهم. عندما تم سقوط نظام أنطونيو سالازار في البرتغال من خلال انقلاب عسكري في البرتغال، في عام 1974، منحت الحكومة الجديدة الاستقلال للمستعمرات البرتغالية، غادر البيض بأغلبية ساحقة أنغولا بعد الاستقلال في عام 1975. ذهب معظمهم إلى البرتغال، حيث أطلق عليهم العائدون (بالبرتغاليَّة: retornados) بينما انتقل الآخرون إلى ناميبيا المجاورة (ثم إقليم جنوب إفريقيا) أو جنوب أفريقيا أو البرازيل، أو الولايات المتحدة. تشير التقديرات إلى أن حوالي 250,000 برتغالي غادروا البلاد في عام 1975 وبحلول عام 1976 بقي 30,000 إلى 40,000 برتغالي فقط في أنغولا.

### الاستقلال

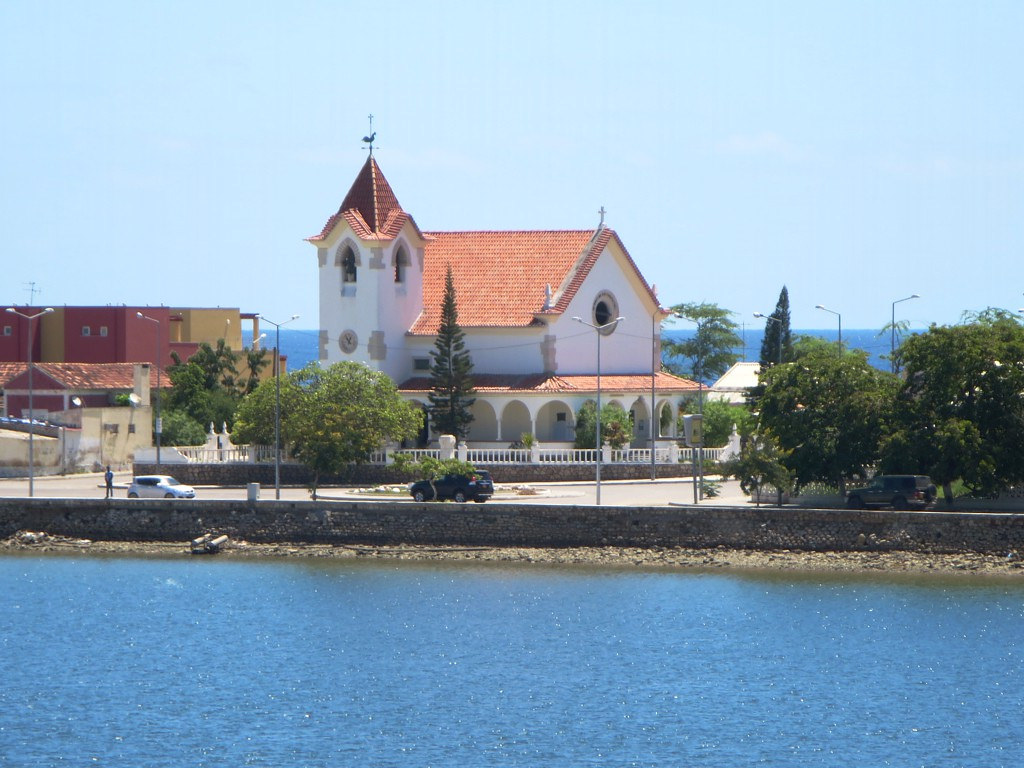
كنيسة كاثوليكية في بلدة لوبيتو.

كان المبشرون الأجانب نشطين جداً قبل الاستقلال في عام 1975، وعلى الرغم من أنه منذ بداية المعركة المناهضة للإستعمار البرتغالي في عام 1961 طردت السلطات الإستعمارية البرتغالية عدد من المبشرين البروتستانت وأغلقت محطات البعثات على خلفية تحريض المبشرين البروتستانت للمشاعر المؤيدة للإستقلال بين السكان المحليين. وكان موقف النظام الأنغولي تجاه الدين غير متناسق. حيث كا التزام الحركة الشعبية لتحرير أنغولا بالماركسيَّة من عام 1977 حتى عام 1991، كان يعني أن موقفها من الدين على الأقل رسميًا، متوافقاً خلال تلك الفترة مع العقيدة الماركسية اللينينية التقليدية، ونظرت الحكومة إلى الدين كأداة للإستعمار بسبب ارتباط الكنيسة الكاثوليكية مع البرتغاليين. وعلاوة على ذلك، ولأن العضوية في الحزب كانت طريق التأثير، فإن قادة الأحزاب وكثير من الكوادر لم يكن لديهم التزام ديني رسمي وذلك على الرغم من أن معظم قادة أنغولا في عقد 1980 كانوا متعلمين في مدارس البعثات الكاثوليكية والمعمدانية والميثودية أو الأبرشانية. ومع ذلك اعترفت الحكومة بانتشار الدين في المجتمعات الأنغولية واعترفت رسمياً بالمساواة بين جميع الأديان، وكانت متسامحة مع الممارسات الدينية ما دامت الكنائس تقتصر على الأمور الروحيَّة. إلا أن الدولة فرضت بعض الضوابط المحددة على المنظمات الدينية، وكانت على استعداد للتحرك بسرعة عندما شعرت بأنها تواجه تحديات من أفعال جماعة معينة. وفي أوائل عام 1978 أمر المكتب السياسي للحركة الشعبية لتحرير أنغولا تسجيل الكنائس «المشروعة» والمنظمات الدينية في «المعهد الوطني للمسائل الدينية» والتي أنشئت في إطار وزارة الثقافة. وعلى الرغم من السماح للكهنة والمبشرين الأجانب بالبقاء في البلاد، وعلى الرغم من أن الجماعات الدينية أو الكنائس يمكن أن تستلم بضائع من الخارج، إلا أن بناء الكنائس الجديدة بدون تصريح كان أمر محظور. وتطور نزاع طور في أواخر عقد 1970 بين الحكومة والكنيسة الرومانية الكاثوليكية، في ديسمبر من عام 1977، قام أساقفة الأبرشيات الثلاثة الأنغولية بصياغة رسالة رعوية والتي انتقدت حدوث انتهاكات متكررة للحرية الدينية. وكانت شكواهم الأكثر تحديداً هي إنشاء نظام تعليم يتجاهل حقوق الوالدين. كما اعترضوا على الدعاية الإلحادية المنتظمة للحكومة وإسكاتها لمحطة الإذاعة في الكنيسة في عام 1976. ورداً على تهم تدخل الحكومة في الشؤون الدينية، أصدر الرئيس أغوستينيو نيتو مرسومًا في يناير من عام 1978 ينص على الفصل التام بين الكنيسة والمؤسسات الدينية. بالإضافة إلى ذلك نشرت جورنال دو أنغولا هجوما على الأساقفة، متهمة إياهم بالتشكيك في سلامة العملية الثورية الأنغولية.

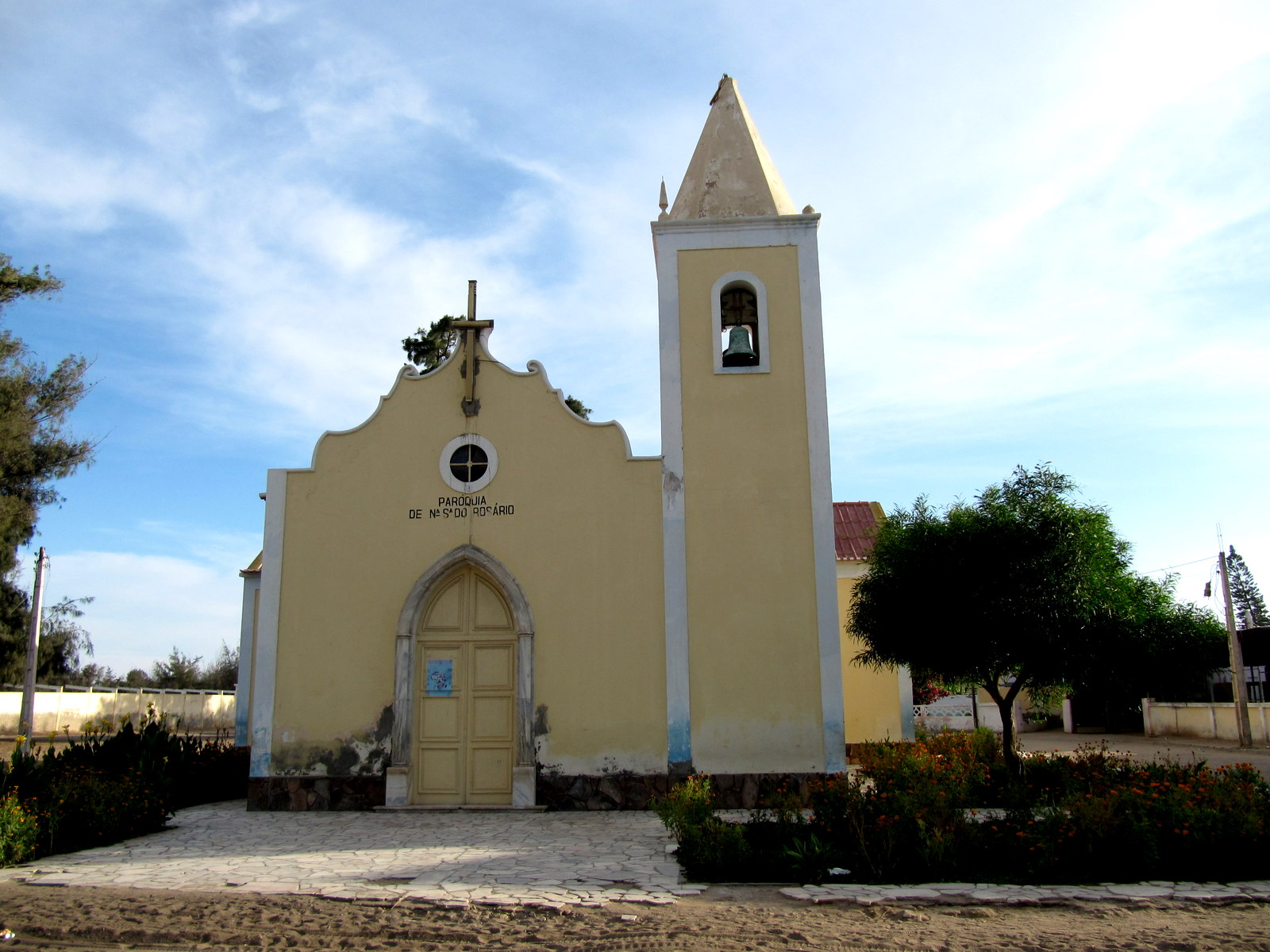
كنيسة كاثوليكية في تيمبوا.

كان لنتيجة الصراع مضاعفات سلبية على الكنائس البروتستانتية والرومانية الكاثوليكية، وفي الجوهر أوضحت الحكومة أن على المؤسسات الدينية الالتزام بأحكام الحكومة والأحزاب فيما يتعلق بالقضايا غير الدينية. وفي أواخر عقد 1980، كان هناك تغيير طفيف في سياسة الحكومة تجاه الدين. حيث كان الرئيس وغيره في الحكومة والنخب الحزبية، إدراكًا بأن المعارضة السياسية لم تتجاذب حول الزعماء الدينيين، وأصبحت أقل خوفًا من المعارضة الدينية وبالتالي أكثر تسامحًا مع الجماعات الدينية بشكل عام. وتغير الوضع بشكل كبير عندما تخلت الحركة الشعبية لتحرير أنغولا عن العقيدة الماركسية اللينينية في عام 1991 واعتمدت دستوراً ينص على ديمقراطية متعددة الأحزاب. تم إلغاء جميع القيود المفروضة على حرية الدين، وكذلك الالتزام بالتوجيهات الصادرة عن الحركة الشعبية لتحرير أنغولا. ومع ذلك فإن الحكومة والتي لا تزال تسيطر عليها الحركة الشعبية لتحرير أنغولا، خاصةً بعد الانتخابات البرلمانية في عام 2008، تحافظ على مراقبة معينة للمجتمعات الدينية.
وتمكن المبشرون من العودة إلى البلاد منذ أوائل التسعينات من القرن العشرين، على الرغم من أن الظروف الأمنية الناجمة عن الحرب الأهلية الأنغولية حالت دون رجوعهم حتى عام 2002 حيث قاموا باستعادة العديد من محطاتهم التبشيرية السابقة. تبقي الكنيسة الكاثوليكية وبعض الطوائف البروتستانتية الكبرى في الغالب على نفسها على النقيض من «الكنائس الجديدة» التي تبشر بنشاط. وكان لاشتراك الكنائس البروتستانتية ونشاطها في الرعاية الطبية وغيرها، وقُدرتها على التكيف مع الهياكل المحلية أعطت البروتستانت الكثير مزيد من النفوذ مما قد توحي به أعدادهم. تقدم الكنيسة الكاثوليكية، فضلاً عن بعض الطوائف البروتستانتية الرئيسية، المساعدة للفقراء عن طريق زرع المحاصيل، والرعاية الطبية والتعليم. يتوزع كاثوليك البلاد البالغ عددهم 9.4 مليون نسمة على تسعة عشرة أبرشية وخمسة أسقفيات.

## الطوائف المسيحية

### الكاثوليكية

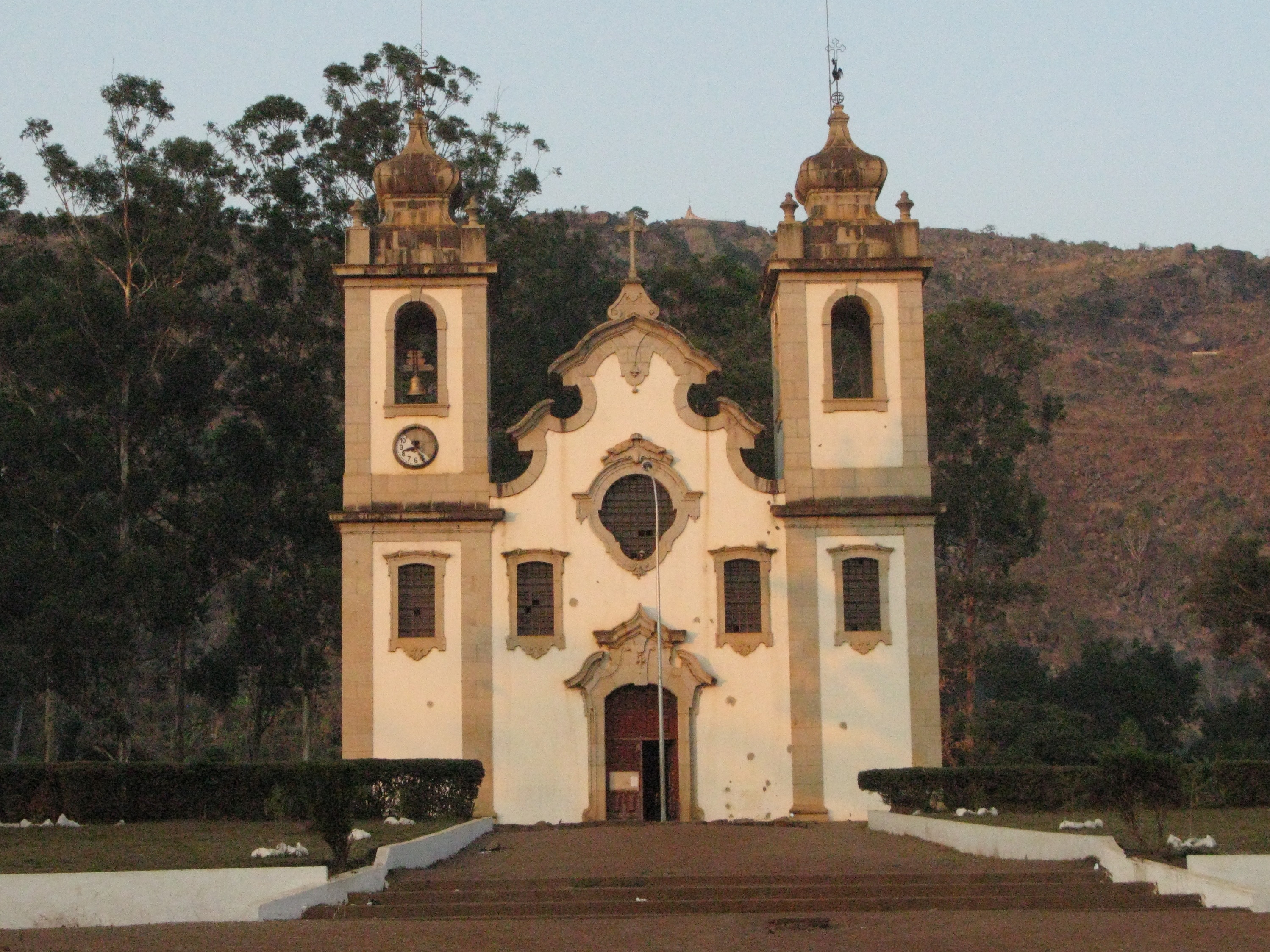
كنيسة مارتيز في مقاطعة كوانزا سول.

الكنيسة الكاثوليكية الأنغوليَّة هي جزء من الكنيسة الكاثوليكية العالمية في ظل القيادة الروحية للبابا في روما، وفقاً لتقديرات رابطة محفوظات بيانات الدين عام 2015 ينتمي حوالي 56.4% من سكان أنغولا إلى المذهب الكاثوليكي؛ ويتوزع كاثوليك البلاد البالغ عددهم 9.4 مليون نسمة على تسعة عشرة أبرشية وخمسة أسقفيات. ويعود التأثير والإرث الكاثوليكي في البلاد بسبب كونها مستعمرة برتغالية سابقة، وتعكس الثقافة الأنغولية قروناً من الحكم البرتغالي، من خلال هيمنة اللغة البرتغالية والكنيسة الرومانية الكاثوليكية. تُميل البلاد إلى احترام الحرية الدينية، وتتمتع الكنائس بحرية تامة في التبشير والتعليم الديني، وإدارة الإعلام والاتصالات مثل محطات الراديو والصحافة. تشكو بعض الأقليات الدينية من تفضيل الحكومة للكنيسة الكاثوليكية.
يعود الوجود الكاثوليكي في البلاد إلى إرث الإستعمار البرتغالي وما تلاها من قدوم للبعثات الكاثوليكية المختلفة للتبشير بين السكان. وقد وصلت البلاد لأول مرة منذ عام 1491، من خلال بعثة كاثوليكية في منطقة ساو سلفادور والتي تقع حالياً في مقاطعة زائير. وتحوَّل جواو الأول مانيكونغو من مملكة الكونغو القوية، إلى المسيحية، وأصبح ابنه أفونسو الأول، وهو مسيحي أيضًا، شخصية معروفة جيدًا في التاريخ الأنغولي، حيث حكم مملكة الكونغو من عام 1509 إلى عام 1543. على الرغم من أن البعثات الرومانية الكاثوليكية في أنغولا البرتغالية كانت تضم إلى حد كبير موظفين غير برتغاليين خلال الحقبة الاستعمارية، فإن القوانين والاتفاقيات ذات الصلة نصت على أنه لا يمكن قبول المبشرين الأجانب إلا بموافقة الحكومة البرتغالية والفاتيكان. طُلب من المبشرين الرومان الكاثوليك الأجانب التخلي عن قوانين بلدهم، والخضوع للقانون البرتغالي، وتقديم دليل على قدرتهم على التحدث باللغة البرتغالية وكتابتها بشكل صحيح. وكان كل هذا متسقًا مع القانون الاستعماري لعام 1930، الذي قدم وجهة النظر القائلة بأن البعثات الكاثوليكية البرتغالية في الخارج كانت «أدوات حضارة ونفوذ وطني». وكانت جميع أنشطة الكنيسة، بما في ذلك التعليم، مدعومة من قبل الدولة.

### البروتستانتية

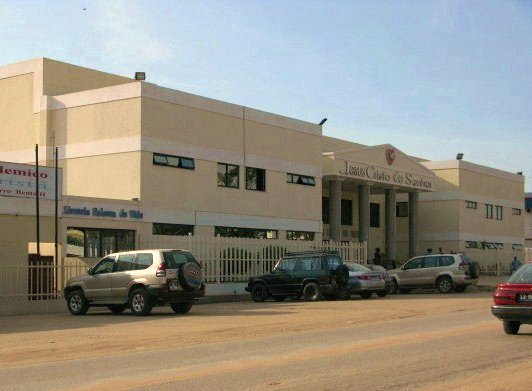
الكنيسة الخمسينية في لواندا.

فقاً لتقديرات رابطة محفوظات بيانات الدين عام 2015 ينتمي حوالي 23.4% من سكان أنغولا إلى المذاهب البروتستانية؛ ويتبع حوالي 13% إلى الكنائس البروتستانية التقليدية في حين يتبع 10.4% المذهب الخمسيني. ويتبع البروتستانت التقليديين في البلاد كنائس مختلفة أبرزها الكنيسة المعمدانية والميثودية والأبرشانيَّة واللوثرية والإصلاحيَّة والسبتيَّة. منذ الاستقلال، تزايد نمو العديد من الطوائف الخمسينية والإنجيلية وغيرها، وأهمها الكنيسة العالمية لمملكة الله الخمسينية البرازيلية الأصل.
كان المبشرون الأجانب نشيطين جدًا قبل الاستقلال عام 1975، وعلى الرغم من بداية الصراع المناهض للإستعمار في عام 1961، طردت السلطات الإستعمارية البرتغالية سلسلة من المبشرين البروتستانت وأغلقت المؤسسات البروتستانتية استنادًا إلى الاعتقاد بأن المبشرين البروتستانت كانوا يحرضون على المشاعر المؤيدة للإستقلال. واستطاع المبشرون من العودة إلى البلاد منذ أوائل عقد 1990، وعلى الرغم من أن الظروف الأمنيَّة بسبب الحرب الأهلية منعتهم حتى عام 2002 من استعادة العديد من مواقعهم الداخلية السابقة.

### طوائف مسيحية أخرى
تضم البلاد على طائفة من شهود يهوه وأتباع كنيسة يسوع المسيح لقديسي الأيام الأخيرة والذي تقدر أعدادهم بأكثر من 1,000 عضو يتوزعون على خمسة تجمعات مورمونية في أنغولا.